# Alligator prenasalis
Espèce
Synonymes
- Crododilus prenasalis Loomis, 1904
- Caimanoidea visheri Mehl[2], 1916
- Caimanoideus visheri Mehl, 1916 (lapsus calami de Caimanoidea visheri)
- Caimanoeda visheri Mehl, 1916 (lapsus calami de Caimanoidea visheri)
- Allognathosuchus riggsi Patterson, 1931

Alligator prenasalis est une espèce fossile de crocodiliens de la famille des Alligatoridae.

## Systématique
Le spécimen décrit par Mehl en 1916, dans un premier temps sous le nom de Caimanoidea visheri, date de l'Oligocène et a été découvert dans l'ancien comté de Washington, dans le Dakota du Sud. Le nom d'espèce fait référence à S.S. Visher qui a mis au jour les ossements fossiles.

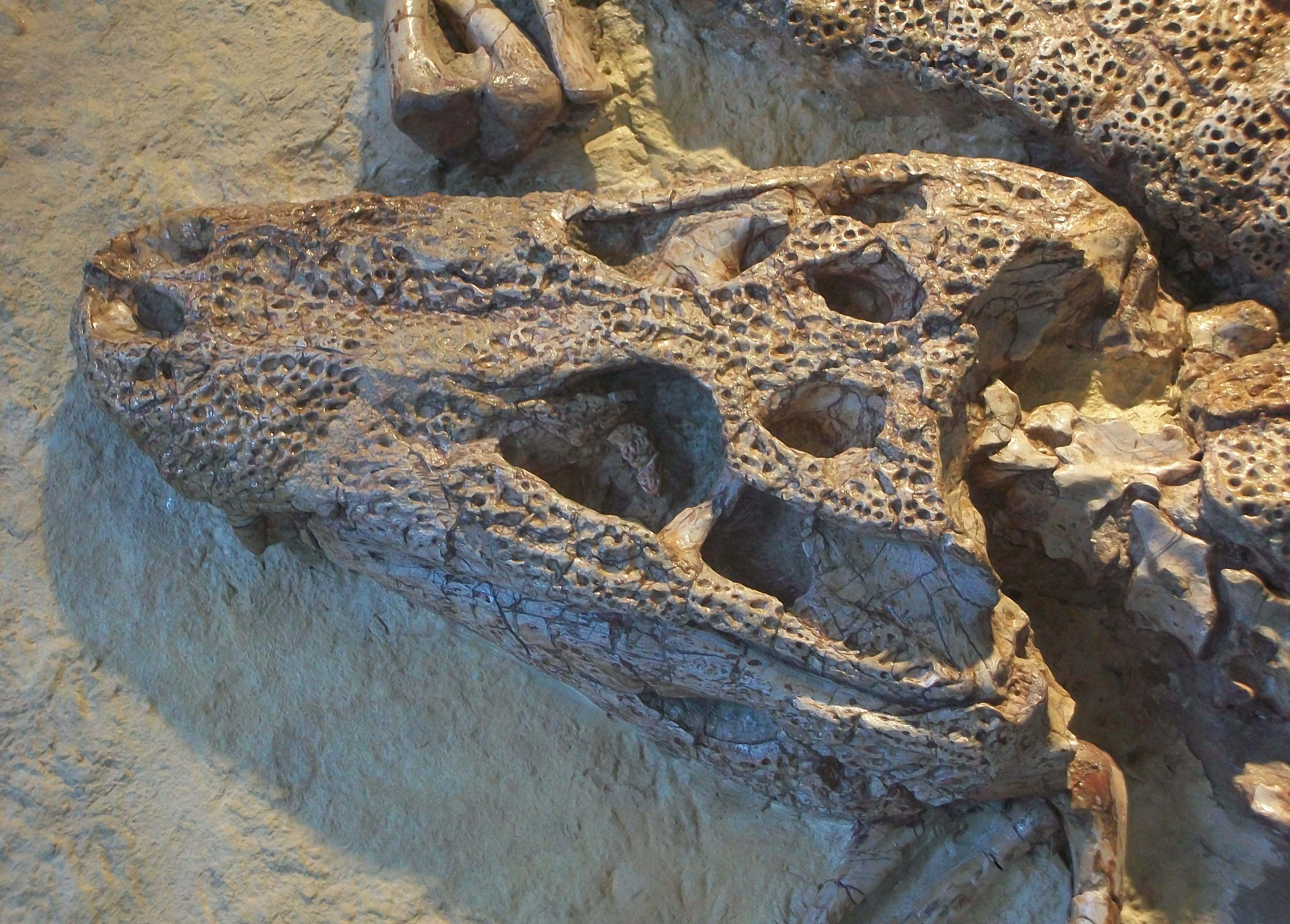
Le crâne de Alligator prenasalis (AMNH 4994).

## Référence taxonomique
- (en) Paleobiology Database : Alligator prenasalis (consulté le 24 décembre 2022)